# Abantiades latipennis
 (juin 2017).
Espèce
Abantiades latipennis est une espèce de lépidoptères de la famille des Hepialidae. Endémique d'Australie et décrit en 1932, il est le plus fréquent des papillons de la forêt pluviale tempérée où les eucalyptus sont abondants, car les chenilles se nourrissent principalement sur les racines de ces arbres. Les femelles pondent en vol pour la diffusion des œufs. Les chenilles vivent pendant plus de dix-huit mois sous terre, tandis que les imagos vivent environ une semaine, car ils n'ont pas de pièces buccales pour se nourrir. Les papillons sont chassés par un certain nombre de prédateurs, comme les chauves-souris et les hiboux. de couleur brune, les mâles sont plus pâles et les barres argentées des ailes du mâle sont plus importantes que celles de la femelle, avec des marges sombres. Les mâles adultes sont généralement plus petits.
Les techniques de coupe des bois favorisent le papillon. Les dommages causés aux arbres peuvent être considérés comme significatifs.